# Ставка на мёртвого жокея
«Ставка на мёртвого жокея» (англ. Tip on a Dead Jockey) — фильм нуар режиссёра Ричарда Торпа, который вышел на экраны в 1957 году.
В основу фильма положен рассказ Ирвина Шоу, опубликованный в журнале The New Yorker в 1954 году. Фильм рассказывает об американском лётчике, герое двух войн Ллойде Тредмане (Роберт Тейлор), который впал в депрессию из-за чувства вины перед своими боевыми товарищами, которых посылал на смерть во время Корейской войны. Осев в Мадриде, Ллойд не может заставить себя летать и подаёт на развод с любимой женой Филлис (Дороти Мэлоун), так как считает, что ей будет лучше без него. Проиграв последние деньги на скачках, результат которых был подстроен криминальным бизнесменом Бретом Смитом (Мартин Гейбел), Ллойд соглашается на его предложение незаконно перевезти на самолёте ящик с наличными. После многочисленных приключений в ходе полёта Ллойд выясняет, что наряду с деньгами в ящике находятся также наркотики, сообщая об этом испанским властям. Наркоторговцев задерживают, а Ллойда за помощь властям освобождают от ответственности, и он, вновь обретя уверенность в своих силах, возвращается к Филлис.
Фильм получил невысокие оценки критики, отметившей достаточно сильный сценарий, но неинтересную постановку и не достаточно выразительную игру Тейлора в главной роли.

## Сюжет
В городе Рино, штат Невада, молодая и красивая женщина Филлис Тредман (Дороти Мэлоун), обсуждает с адвокатом письмо, которое она получила от своего мужа из Мадрида с просьбой о разводе. Как она рассказывает адвокату, со своим мужем, Ллойдом Тредманом (Роберт Тейлор), заслуженным боевым лётчиком, участником Второй мировой войны, она прожила в счастливом браке восемь недель, после чего его направили служить на Корейскую войну. С тех пор они не виделись в течение двух лет, но постоянно переписывались. Однако два месяца назад Ллойд вдруг перестал писать, месяц назад он демобилизовался, и вот теперь от него пришло это письмо. Когда адвокат заявляет, что не видит оснований для развода, Филлис решает поехать в Мадрид и во всём разобраться с мужем при личной встрече. Тем временем на Вилле дель Оро в Мадриде Ллойд проводит время в вечеринках и безделье, спуская последние деньги на пьянство и азартные игры. Вместе с ним в качестве гостя дома проживает компаньон, открытый и преданный Тото дель Аро (Марсель Далио). Боевой товарищ Ллойда, Джимми Хейдон (Джек Лорд), который живёт в доме напротив с женой Пакитой (Джиа Скала), пытается организовать собственный бизнес по импорту автомобилей, чтобы содержать семью и маленького ребёнка. Пакита искренне переживает по поводу психического и морального состояния Ллойда, пытаясь уговорить его бросить саморазрушительный образ жизни. Он отвечает ей тёплыми, почти любовными чувствами, хотя никакого романа между ними нет. В поисках заработка Ллойд приезжает на киносъёмки, где ему предлагают выполнить сложный трюк на самолёте. Однако, несмотря на приличный гонорар, из страха перед полётами Ллойд отказывается. Когда он уже уходит со съёмочной площадки, к нему обращается подозрительного вида бизнесмен Берт Смит (Мартин Гейбел), предлагая встретиться вечером в ресторане, чтобы обсудить одно взаимовыгодное дело. Тем временем на виллу Ллойда приезжает Филлис, и он тепло встречает её. Видно, что между ними ещё сохранились взаимные чувства, при этом Ллойд полагает, что они уже разведены. Не разубеждая его в этом, Филлис просит его объяснить причины, по которым он попросил развод. Сразу заявив, что причина не в Филлис, Ллойд рассуждает о том, что во время службы в Корее ему слишком часто приходилось посылать своих товарищей на опасные боевые задания, зная, что почти наверняка они погибнут. Испытывая моральную вину за их жизни, Ллойд не может выйти из своего подавленного состояния, и потому полагает, что для Филлис было бы лучше не тратить на него время, а найти себе более позитивного и оптимистичного парня. Вечером за общим ужином в ресторане Джимми рассказывает, что из-за того, что у него не хватает денег, чтобы заплатить властям взятку за получение импортной лицензии, все его планы открыть собственный бизнес могут рухнуть. Ллойд решает добыть деньги, продав принадлежащую ему долю в скаковой лошади, а вырученные деньги поставить на её победу на ближайших скачках. В ресторане к Ллойду подходит Смит, предлагая тому 25 тысяч долларов за работу, которую хотел бы обсудить с ним при очередной встрече.
На следующий день на скачках Ллойд ставит последнюю тысячу долларов на свою лошадь, уверенный в том, что она победит и принесёт ему приличный выигрыш. Пока он ожидает забега, Смит предлагает ему поговорить наедине в своём автомобиле. Бизнесмен подтверждает, что готов заплатить Ллойду 25 тысяч долларов за три дня работы. Всё, что Ллойду нужно будет сделать, этот совершить в качестве пилота полёт на частном самолёте по маршруту Мадрид-Каир-Мадрид, доставив обратно ящик весом примерно 40 килограмм. Ллойд догадывается, что речь идёт о контрабанде, и Смит поясняет, что в ящике будут наличные деньги в английских фунтах стерлингов, принадлежащие его египетскому партнёру Эль Фуаду (Мел Уэллс). Чтобы избежать таможенных постов, Ллойд должен будет забрать ящик, сев на заброшенную взлётную полосу в египетской пустыне, а по возвращении в Испанию — выбросить ящик за борт в условленном месте недалеко от Мадрида. Ллойд говорит, что его решение будет зависеть от исхода скачек, и возвращается на ипподром. Скачки для Ллойда проходят удачно и его жокей Альфонсо (Джимми Мёрфи) лидирует. Однако незадолго до финиша конкурирующий жокей приближается к Альфонсо и незаметно отстёгивает ремень его седла, в результате чего при преодолении очередного препятствия Альфонсо слетает с лошади и разбивается. Вскоре в больнице Альфонсо умирает, и Ллойд практически не сомневается в том, что падение жокея подстроил Смит. Увидев его в больнице, Ллойд даёт ему по физиономии и уходит. Дома Ллойд рассказывает Джимми, о том, что предложил ему Смит, и Джимми, которому очень нужны деньги, готов взяться за это дело, хотя давно не имел лётной практики.
Понимая крайне тяжелое финансовое положение Ллойда, Филлис заплатить ему за аренду виллы, чтобы при этом он и Торо продолжили в ней жить. Оставшись в доме вдвоём, Ллойд и Филлис весело музицируют и шутят, с удовольствием вспоминая былые времена. Когда в порыве чувств они уже готовы поцеловать друг друга, заходит Джимми, чтобы попрощаться. После его ухода Ллойд снова впадает в депрессию по поводу того, что не остановил друга и отправил его на рискованное и опасное дело. Он забирает свои вещи и переезжает в гостиницу. Неделю спустя Торо находит подавленного Ллойда в его номере, сообщая, что Джимми всё ещё не вернулся и Смит тоже пропал. Ллойд приезжает к Паките, которая намерена обратиться в полицию. Ллойд однако останавливает её, сообщая, что Джимми перевозит контрабанду. Услышав об этом, Пакита обвиняет Ллойда в том, что Джимми полетел вместо него, однако Ллойд отвечает, что Джимми полетел из-за денег. Ллойд возвращается в дом к Филлис, которая признаётся ему, что они всё ещё состоят в браке. Рассуждая дальше о проблемах мужа, она отмечает, что война сломала его — он стал бояться летать, бояться брать на себя ответственность, бояться брака. Когда Филлис обвиняет его в том, что он увлечён Пакитой, женой своего лучшего друга, которого отправил на смерть, Ллойд не выдерживает и даёт ей пощёчину. Однако неожиданно Джимми возвращается, объясняя задержку плохой погодой. Пакита просит у Ллойда прощения за свои слова. Вечером на полученный гонорар Джимми приглашает всех в ресторан, сообщая, что это был лишь испытательный полёт, в ходе которого из-за собственной навигационной ошибки он сбился с курса и залетел в сторону Крита, где его преследовал греческий военный самолёт. Когда Джимми говорит, что завтра утром полетит снова, Ллойд понимает, что тот не справится с задачей, и заявляет, что полетит сам. Джимми пытается возражать, однако Ллойд одним ударом вырубает друга и отправляется в гостиницу к Смиту, договариваясь с ним о предстоящем полёте.
На следующее утро в аэропорт Ллойд пребывает в сопровождении Торо, который отказался бросить друга. После оформления документов Ллойд получает разрешение на взлёт, однако не может себя заставить начать разгон. После нескольких предупреждений наземных служб он наконец трогается с места и успевает подняться в воздух, едва не задев крыши соседних домов. Однако как только Ллойд поднимается в воздух, к нему возвращается былая уверенность в своих силах, и он спокойно пилотирует самолёт. Успешно долетев до Каира, Ллойд затем вылетает в обратном направлении, и, согласно плану, осуществляет посадку в египетской пустыне на заброшенную взлётную полосу военного аэродрома. Там при погрузке ящика люди Эль Фуада случайно гнут пропеллер самолёта, на починку которого уходит почти четыре часа. В результате они серьёзно выбиваются из лётного графика, а это значит при очередной посадке в Катании власти могут заподозрить их в том, что они сделали где-то посадку, чтобы взять на борт контрабанду.
В Катании при дозаправке власти решают проверить причину задержки самолёта в пути. Когда двое людей в форме приближаются к самолёту, Ллойд трогает самолёт с места, не успев произвести полную заправку, и вопреки требованиям наземных служб взлетает. Теперь, как объясняет Ллойд, власти передадут информацию об их самолёте в шестнадцать близлежащих стран, где при посадке в аэропорту их сразу же задержат. Так как им не хватит топлива, чтобы долететь до Мадрида, Ллойд принимает решение сесть на дозаправку в Аяччо на Корсике, где, может быть, ещё не получили оповещение из Катании. При посадке в Аяччо Ллойду удаётся дозаправить самолёт, однако вскоре к ним снова приближаются официальные лица, и Ллойд вынужден взлететь. В небе к его самолёту приближается французский военный самолёт, пытающийся вынудить Ллойда совершить посадку. Однако, Ллойд, имеющий большой опыт ухода от преследования, летит максимально близко к земле, чем осложняет задачу военных, а затем выбирает уединённую поляну вдалеке от дорог, чтобы совершить посадку и продолжить полёт, когда станет темно, и его не смогут преследовать в воздухе. Через некоторое время после посадки к ним приближаются автомобили с французскими полицейскими. Ллойд и Торо в срочном порядке решают перепрятать ящик в нос самолёта, рассчитывая, что там его могут не найти. Когда они открывают ящик, то обнаруживают среди банкнот лежит большой пакет с героином весом приблизительно два килограмма. Не желая иметь дело с наркоторговлей, Ллойд и Торо быстро возвращают ящик на место и взлетают под выстрелы полицейских. Приблизившись к Мадриду, Ллойд выходит на связь с наземными службами с просьбой соединить его с представителем Департамента по борьбе с наркоторговлей. В соответствии с планом Смита, в условленном месте недалеко от Мадрида Ллойд сбрасывает ящик на парашюте. Вскрыв ящик и убедившись, что товар на месте, Смит убивает Эль Фуада, и в этот момент его окружают полицейские. После завершения операции капитан таможенной службы Испании благодарит Ллойда за содействие, снимая с него все обвинения в контрабанде. Ллойд возвращается на виллу, где его с нетерпением ожидает Филлис. Поначалу Ллойд делает вид, что очень хочет спать и проходит в свою спальню, однако, как выясняется, лишь затем, чтобы перенести свои вещи в спальню Филлис. Увидев это, счастливая Филлис бросается за мужем, который вновь обрёл силы и делание жить.

## В ролях
- Роберт Тейлор — Ллойд Тредман
- Дороти Мэлоун — Филлис Тредман
- Марсель Далио — Тото дель Аро
- Мартин Гейбел — Берт Смит
- Джиа Скала — Пакита Хелдон
- Джек Лорд — Джимми Хелдон
- Хейден Рорк — Джей Р. Николс
- Джойс Джеймсон — Сью Фэн Финли

## Создатели фильма и исполнители главных ролей
Как написала историк кино Сьюзен Долл, Ричард Торп был «надёжным режиссёром более чем 175 фильмов, 66 из которых он поставил на студии Metro-Goldwyn-Mayer». Среди наиболее признанных его работ — четыре фильма о Тарзане 1936—1941 годов, криминальный триллер «Когда наступит ночь» (1937), шпионский триллер «Вне подозрений» (1943), криминальная комедия «Тонкий человек едет домой» (1944), фильм нуар «Малайя» (1949) и музыкальный фильм «Тюремный рок» (1957) с Элвисом Пресли.
По информации Долл, «за свою карьеру Торп работал с Робертом Тейлором восемь раз, в том числе над парой средневековых эпосов, среди них те, которые считаются одними из лучших работ режиссера — „Айвенго“ (1952) и „Рыцари круглого стола“ (1953). Это были пышные, крупнобюджетные, цветные приключенческие ленты, которые принесли отличную кассу и были хорошо приняты критиками, а „Айвенго“ даже получил номинацию на премию „Оскар“ как лучший фильм».
Что касается Роберта Тейлора, то, как замечает Долл, он сыграл в фильме «Ставка на мёртвого жокея» ближе к концу своего 25-летнего пребывания на студии MGM. По её словам, «среди всех звёзд Золотой эпохи Тейлору держит рекорд по количеству лет, проведённых по контракту на одной студии, и ему были очень выгодны та многолетняя стабильность и управление его карьерой, которые обеспечивала ему крупная студия в рамках контрактной системы». Свой первый контракт с MGM Тейлор подписал в 1934 году, и с недельным окладом в 35 долларов он стал одним из самых низкооплачиваемых контрактных актёров в Голливуде. В течение некоторого времени студия взращивала его на недорогих низкопрофильных фильмах, пока он не созрел для крупных картин. К концу 1935 года Тейлор сыграл главную роль в мелодраме «Великолепная одержимость», благодаря которому, по словам Долл, «стал одним из самых выдающихся исполнителей главных ролей на MGM с более чем достойной зарплатой. Студия использовала его тёмный цвет волос в сочетании с внешней привлекательностью классического типа, подавая его как „человека с идеальным профилем“». Как пишет Долл, «в 1930-е годы он был назначен „красавчиком“ при самых гламурных женских звёздах той эпохи, от Лоретты Янг до Джоан Кроуфорд и Барбары Стэнвик, что укрепило его звёздный образ как красивого героя тёмной масти». Однако, по мнению критика, «чопорному и лишённому юмора Тейлору не хватало актёрского диапазона других звёзд-мужчин, хотя его манера держаться была преимуществом в изображении персонажей определённого типа. Среди его лучших фильмов довоенного периода такие картины, как „Янки в Оксфорде“ (1938) и „Мост Ватерлоо“ (1940), который стал любимым фильмом самого актёра».
Вскоре после своей звёздной роли в военной драме «Ратаан» (1943) Тейлор пошёл служить в армию в качестве летного инструктора ВВС США, где также поставил 17 учебных фильмов. В послевоенное время, как отмечает Долл, «в звёздном образе Тейлора появились новые оттенки, уходящие корнями к его заглавной роли в фильме нуар „Джонни Игер“ (1942)», в которой «в изображении своего персонажа, неприятного преступного дельца, он показал жёсткую холодность». После войны, когда возраст и опыт прожитых лет сделали более грубой его всё ещё красивую внешность, Тейлор сыграл в нескольких фильмах роли безжалостных, опасных или бездушных протагонистов, ужесточив свой звёздный образ". Так, в «Подводном течении» (1946) он сыграл беспринципного мужа, в «Подкупе» (1949) — безжалостного федерального агента, а в «Полицейском-мошеннике» (1953) — коррумпированного копа. Его более возрастная внешность сделала его идеальным выбором для исполнения роли седеющего героя вестерна «Женщина с Запада» (1951) и вестерна «Врата дьявола» (1950), где он убедительно выступил в роли озлобленного шошона, пострадавшего от жестокости белых.
Дороти Мэлоун впервые обратила на себя внимание эпизодической ролью в классическом фильме нуар «Большой сон» (1946), а закончила свою карьеру небольшой ролью в криминальном триллере «Основной инстинкт» (1992). В общей сложности она сыграла с 66 кинофильмах, среди которых такие фильмы нуар, как «Убийца, запугавший Нью-Йорк» (1950), «Осуждённый» (1950), «Лёгкая добыча» (1954), «Личный ад 36» (1954) и «Лазейка» (1954). В 1957 году она завоевала «Оскар» и номинацию на «Золотой глобус» за роль второго плана в мелодраме «Слова, написанные на ветру» (1956), а в 1964—1968 годах играла одну из главных ролей в популярной мыльной опере «Пейтон-Плейс», которая принесла ей две номинации на «Золотой глобус» в 1965 и 1966 годах.

## История создания фильма
Согласно статье в Daily Variety от 23 марта 1954 года, фильм основан на рассказе Ирвина Шоу «Ставка на мёртвого жокея» (англ.  Tip On a Dead Jockey), который был опубликован в журнале The New Yorker в 1954 году. В том же году студия Metro-Goldwyn-Mayer купила права на создание фильма по этому рассказу. Первоначально запуск картины в производство был запланирован на 1955 год.
Как сообщил «Голливуд репортер» в номере от октября 1956 года, первоначально договор на постановку фильма был заключён с Орсоном Уэллсом, однако позднее его заменил Ричард Торп.
Рабочее название этого фильма — «32-й день» (англ.  The 32nd Day).
Фильм частично снимался на натуре в Мадриде, Испания. Фильм находился в производстве с период февраля-марта 1957 года на студии MGM и в апреле 1957 года — в Мадриде, Испания. Премьера фильма состоялась 6 сентября 1957 года в Нью-Йорке, в прокат фильм вышел в августе 1957 года.
Как отметила Сьюзен Долл, хотя фильм, вероятно, всё ещё находился под влиянием Производственного кодекса, определённые реплики и ситуации в сценарии указывают на то, что требования Администрации кодекса были значительно ослаблены. В частности, в самом начале картины показана сцена, где «женатый главный герой просыпается в кровати со женщиной, которую по прошлой ночи он даже не может вспомнить. Хотя оба персонажа полностью одеты, но две односпальные кровати в его спальне были сдвинуты вместе. Эту деталь зрители того времени наверняка заметили, учитывая стандартную голливудскую практику показывать односпальные кровати стоящими раздельно во всех спальных сценах, даже когда это касается женатых пар. В другой сцене один из положительных героев отправляется в город, чтобы, как он говорит, „поискать девушек, а затем бум-бум“».

## Оценка фильма критикой

### Общая оценка фильма
После выхода фильма на экраны кинообозреватель «Нью-Йорк таймс» А. Х. Вейлер отметил, что в нём «много разговоров о душевном состоянии, которые вряд ли чем-то поразят постоянного зрителя», так как «всё это уже хорошо знакомо». Как далее пишет критик, «несмотря на некоторые живые диалоги и оживленную мелодраматическую кульминацию, главные герои фильма, похоже, больше озабочены разговорами, чем драматическим действием». Актёры в основном хорошо справляются с ролями, «однако, несмотря на все их усилия, фильм проходит всего лишь невпечатляющим, рутинным курсом».
Как написала современный критик Сьюзен Долл, «этот фильм был воспринят не так хорошо, как костюмированные эпики Торпа», и позднее его «не воскресили как забытый шедевр». Тем не менее, по мнению Долл, это «интересный, хотя и менее известный пример истории о разочарованных эмигрантах», которые были популярны в 1950-е годы, к которым можно отнести «всё, начиная от адаптаций Хемингуэя, таких как „И восходит солнце“ (1957), до мюзиклов, таких как „Американец в Париже“ (1951). Как и те фильмы, „Ставка на мёртвого жокея“ удачно использует реальные европейские локации и международный актерский состав». Хотя, по мнению Долл, «это грамотно сделанный фильм пост-классической эпохи», тем не менее, Торп, несмотря на свой режиссёрский опыт, «мало что делает как с игрой Тейлора, так и с крепким сценарием, который написал Чарльз Ледерер». По мнению критика, в своей карьере «Торп редко поднимался выше обычного подхода к классическому голливудскому стилю». Так и «в этом фильме его тяга к тусклым общим планам для показа интерьеров и средним планам для изображения диалоговых сцен скорее ослабляют напряжение, чем усиливают его», а «преимущества широкоэкранного формата практически не используются».
Современный кинокритик Деннис Шварц охарактеризовал картину, как «мрачную и неубедительную психологическую экшн-мелодраму на тему синдрома послевоенного стресса, которая заканчивается некоторым сомнительным героизмом и незаслуженно счастливым концом». По мнению Шварца, фильм «качественно сделан», однако «опытный режиссёр Ричард Торп получает от актёров довольно вялую игру», и потому Шварц не советует «делать ставку на этот фильм, если вы не хотите потерять свои деньги».

### Оценка актёрской игры
По мнению Вейлера, «актёры играют необычных персонажей, которые, к сожалению, остаются странно экзотическими и полностью так и не раскрываются до конца фильма». При этом «игра Тейлора в роли летчика со своими странными проблемами достаточно сдержанна и сильна, чтобы придать правдоподобие некоторым многословным сценам самоанализа. И вид у него подобающе измождённый и измученный». Что касается остальных артистов, то «Дороти Мэлоун просто хорошенькая и напряженная в роли его вечно любящей жены, Мартин Гейбел создаёт учтиво-зловещий образ коварного архитектора контрабандного плана, а Марсель Далио придаёт несколько проблесков юмора происходящему в качестве симпатичного „гостя дома“ мистера Тейлора». И, наконец, «Джиа Скала соблазнительна и привлекательная в роли жены серьёзного Джека Лорда, который играет закадычного друга мистера Тейлора».
Шварц полагает, что «многолетний контрактный актёр MGM Роберт Тейлор, „человек с идеальным профилем“, выступает здесь в своём обычном задеревеневшем образе красивого симпатичного героя». Долл считает, в этой картине Тейлор предлагает более жёсткий тип героя, который он стал развивать в послевоенный период. По её словам, «используя свой ограниченный драматический диапазон, Тейлор стремится представить потерявшего душевный покой Ллойда Тредмана как постоянно хмурого человека, чтобы донести горечь и вину своего персонажа. Однако его стремительная, лаконичная манера речи выдаёт скопившиеся внутри его персонажа разочарование и ярость. Иногда охваченный тревогой, персонаж Тейлора вдруг разражается насилием с пагубными последствиями… Вечно подавленный, его герой признается, что для него старая война так и не закончилась, и, как он говорит, „я сам себе не очень нравлюсь“».